# وینکلرن
وینکلرن (به آلمانی: Winklern) یک منطقهٔ مسکونی در اتریش است که در ناحیه اشپیتال آن در دراو واقع شده‌است. وینکلرن ۱٬۱۳۴ نفر جمعیت دارد.